# سامفا
آزمون سنجش استاندارد مهارت‌های فارسی ،یا به اختصار سامفا، آزمونی برای سنجش مهارت های زبانی در زبان فارسی است. همتای سامفا در زبان انگلیسی و در سطح بین المللی، آزمون‌های تافل و آیلتس و ... است. این آزمون توسط سازمان ملّی سنجش و ارزشیابی آموزش کشور برگزار می شود تا روند پذیرش دانشجویان خارجی در دانشگاه ها صورت بپذیرد.
آزمون سامفا یکی از ملاک‌های تحصیل در دانشگاه‌های ایران برای اتباع خارجی است. طبق آیین‌نامه‌های مصوب، تمام دانشجویان غیرایرانی داوطلب تحصیل در دانشگاه‌های کشور باید در این آزمون شرکت کنند. این آزمون از دو بخش عمومی و آکادمیک (دانشگاهیک - فرهنگستانیک) تشکیل شده است و مقاصد تحصیل در مدارس آموزش و پرورش، اقامت، کار و فعالیت تجاری، تأسیس دفاتر بین‌المللی و… در جمهوری اسلامی ایران را تأمین می کند. این آزمون حداقل ۳ بار در سال در ماه‌های دی، خرداد و شهریور برگزار می‌شود. این آزمون در داخل کشور و کرسی‌های زبان فارسی خارج ازایران به‌طور همزمان برگزار خواهد شد.

## مشخصات آزمون
هر مهارت در این آزمون دارای ۶۰ امتیاز است که در مجموع ۲۴۰ امتیاز حاصل می‌گردد. مهارت‌های شنیداری و خوانداری هریک ۳۰ پرسش و آزمون نوشتاری دارای دو موضوع است که ۱۸۰ دقیقه به طول می‌انجامد. برای مهارت گفتاری نیز ۱۵ دقیقه در نظر گرفته شده‌است. آزمون سامفا از دوه‌ی نهم، تیرماه ۱۴۰۱ به صورت الکترونیکی برگزار می‌گردد.

## برگزاری آزمون
● اولین دوره: صبح و بعد از ظهر روزهای پنجشنبه و جمعه ۵ و ۶ دی ماه ۱۳۹۶ در دو بخش عمومی و دانشگاهی. 
حوزه‌های برگزاری: در پنج حوز‌ه‌ی داخل کشور
دانشگاه‌های تهران، فردوسی، اصفهان، بین‌المللی امام خمینی(ره) و بوعلی سینا
● دومین دوره: صبح و بعد از ظهر روزهای پنجشنبه و جمعه  ۳۱ خرداد ماه و ۱ تیرماه ۱۳۹۷ در دو بخش عمومی و دانشگاهی.
حوزه‌های برگزاری: در هفت حوزه‌ی داخل کشور (۱- تهران: مؤسسه‌ی دهخدا، ۲- مشهد: دانشگاه فردوسی، ۳- قزوین: دانشگاه بین‌المللی‌ امام خمینی (ره)،  ۴- شیراز: دانشگاه شیراز، ۵- همدان: دانشگاه بوعلی‌سینا ۶- بابلسر: دانشگاه مازندران ۷- کردستان) برگزار شد.
● سومین دوره: صبح و بعد از ظهر روزهای پنجشنبه و جمعه ۱۵ و ۱۶ شهریور ماه ۱۳۹۷ در دو بخش عموی و دانشگاهی.	
حوزه‌های برگزاری: در چهار حوزه‌ی داخل کشور (۱- تهران: مؤسسه‌ی دهخدا ۲- مشهد: دانشگاه فردوسی، ۳- قزوین: دانشگاه بین‌المللی‌امام خمینی (ره)، ۴- کردستان) برگزار شد.	
●چهارمین دوره: صبح و بعد از ظهر روزهای پنجشنبه و جمعه ۲۷ و ۲۸دی ماه ۱۳۹۷ در دو بخش عموی و دانشگاهی.
حوزه‌های برگزاری: همزمان با هشت حوزه‌ی داخل کشور (۱- دو حوزه در تهران: کالج بین‌المللی زبان دانشگاه علوم پزشکی و مؤسسه‌ی دهخدا، ۲- مشهد: دانشگاه فردوسی۳- قزوین: دانشگاه بین‌المللی‌ امام خمینی (ره)، ۴- شیراز: دانشگاه شیراز، ۵- همدان: دانشگاه بوعلی‌سینا ۶- سنندج: دانشگاه کردستان، ۷- بابلسر: دانشگاه مازندران)، در پنج حوز‌ه‌ی امتحانی خارج  از کشور (بنگلادش، ترکیه، گرجستان، لبنان و اربیل عراق) به‌طور همزمان برگزار شد.
● پنجمین دوره: صبح و بعد از ظهر روز جمعه ۱۶ شهریور ماه ۱۳۹۸ در بخش دانشگاهی.
حوزه‌های برگزاری: همزمان با چهار حوزه‌ه‌ی داخل کشور (۱- دو حوزه در تهران: کالج بین‌المللی زبان دانشگاه علوم پزشکی و مؤسسه‌ی دهخدا،۲- مشهد: دانشگاه فردوسی۳- سنندج: دانشگاه کردستان) در پنج حوزه‌ی امتحانی خارج  ازکشور (۱- دو حوزه در عراق: اربیل، نجف؛ ۲- لبنان: بیروت؛ ۳- ترکیه: آنکارا؛ ۴- سوریه: دمشق.) برگزار شد.
● ششمین دوره: صبح و بعد از ظهر روز جمعه ۳ بهمن‌ماه ۱۳۹۸ در بخش دانشگاهی.
حوزه‌های برگزاری: همزمان در شش حوزه‌ی داخل کشور (۱- تهران: مؤسسه‌ی دهخدا، ۲- مشهد: دانشگاه فردوسی، ۳- قزوین: دانشگاه بین‌المللی‌امام خمینی (ره)، ۴- اصفهان: دانشگاه اصفهان،  ۵- سنندج: دانشگاه کردستان، ۶- همدان: دانشگاه بوعلی سینا) و سه حوزه‌ی امتحانی خارج از کشور (بیروت، بغداد و سلیمانیه) برگزار شد.
● هفتمین دوره: صبح و بعد از ظهر روز جمعه اول اسفند ماه ۱۳۹۹در بخش دانشگاهی.  
حوزه‌های برگزاری: هم‌زمان با شش حوزه‌ه‌ی داخل کشور (۱- تهران: مؤسسه‌ی دهخدا،۲- مشهد: دانشگاه فردوسی۳- - قزوین: دانشگاه بین‌المللی‌امام خمینی (ره)، ۴- اصفهان: دانشگاه اصفهان، ۵- سنندج: دانشگاه کردستان، ۶- همدان: دانشگاه بوعلی سینا) در دو حوزه‌ی امتحانی خارج ازکشور (۱- عراق: سلیمانیه، نجف؛ ۲- گرجستان: تفلیس) برگزار شد. 
تبصره ۱: به دلیل همه‌گیری ویروس کرونا، آزمون سامفا در سال (۱۳۹۹) یک بار برگزار گردیده است.
● هشتمین دوره: صبح و بعد از ظهر روز جمعه ۳ دی‌ماه ۱۴۰۰ در بخش دانشگاهی.
حوزه‌های برگزاری: هم‌زمان در هفت حوزه‌ی داخل کشور (۱- تهران: مؤسسه‌ی دهخدا، ۲- مشهد: دانشگاه فردوسی، ۳- قزوین: دانشگاه بین‌المللی‌امام خمینی (ره)، ۴- اصفهان: دانشگاه اصفهان، ۵- سنندج: دانشگاه کردستان، ۶- همدان: دانشگاه بوعلی سینا،۷- بابلسر: دانشگاه مازندران) و سه حوزه‌ی امتحانی خارج از کشور (لبنان: بیروت، عراق: نجف و ترکیه: آنکارا) برگزار شد.
● نهمین دوره: صبح و بعد از ظهر روز جمعه۳۱ تیرماه ۱۴۰۱ در بخش دانشگاهی.
حوزه‌های برگزاری: هم‌زمان در پنج حوزه‌ی داخل کشور (۱- تهران: سازمان سنجش آموزش کشور، ۲- مشهد: دانشگاه فردوسی، ۳- اصفهان: دانشگاه اصفهان،۴- سنندج: دانشگاه کردستان،۵- همدان: دانشگاه بوعلی سینا) و سه حوزه‌ی امتحانی خارج از کشور (عراق: بغداد، نجف و سلیمانیه) برگزار شد. 
تبصره ۱: آزمون در حوزه‌های داخل کشور به صورت الکترونیکی و در یک نوبت صبح، در حوزه‌های خارج از کشور به صورت دفترچه‌ی سوال و در دو نوبت صبح و بعد از ظهر برگزار گردید.
● دهمین دوره: صبح و بعد از ظهر روز جمعه ۲ دی‌ماه ۱۴۰۱ در بخش دانشگاهی.
حوزه‌های برگزاری: هم‌زمان در پنج حوزه‌ی داخل کشور (۱- تهران: سازمان سنجش آموزش کشور ۲- مشهد: دانشگاه فردوسی، ۳- قزوین: دانشگاه بین‌المللی‌امام خمینی (ره)، ۴- اصفهان: جهاد دانشگاهی، ۵- سنندج: دانشگاه کردستان) و پنج حوزه‌ی امتحانی خارج از کشور (سه حوزه در عراق: نجف، سلیمانیه، بغداد و بصره؛ لبنان: بیروت و گرجستان:تفلیس) برگزار شد. 
تبصره ۱: آزمون در حوزه‌های داخل کشور به صورت الکترونیکی و در یک نوبت صبح، در حوزه‌های خارج از کشور به صورت دفترچه‌ی سوال و در دو نوبت صبح و بعد از ظهر برگزار گردید.
● یازدهمین دوره: صبح و بعد از ظهر روز جمعه ۱۰ شهریورماه ۱۴۰۲ در بخش دانشگاهی.
حوزه‌های برگزاری: همزمان در پنج حوزه‌ی داخل کشور (۱- تهران: سازمان سنجش آموزش کشور ۲- مشهد: دانشگاه فردوسی، ۳-اصفهان: دانشگاه اصفهان، ۴- سنندج: دانشگاه کردستان،  ۵- همدان: دانشگاه بوعلی سینا) و یک حوزه‌ی امتحانی خارج از کشور (عراق: نجف) برگزار شد. 
تبصره ۱: آزمون در حوزه‌های داخل کشور به صورت الکترونیکی و در یک نوبت صبح، در حوزه‌های خارج از کشور به صورت دفترچه‌ی سوال و در دو نوبت صبح و بعد از ظهر برگزار گردید.

## اهداف و کاربرد آزمون
این آزمون تنها آزمون رسمی زبان فارسی است که مورد تأیید دانشگاه‌ها و شرکت‌های ایرانی و غیرایرانی است.
- سطح‌بندی دانش و مهارت‌های زبانی دانشجویان و داوطلبان علاقه‌مند به زبان فارسی در دنیا
- ورود دانشجویان غیرایرانی برای تحصیل در دانشگاه‌ها و مراکز علمی کشور
- استانداردسازی آموزش زبان فارسی به غیرفارسی زبانان

تبصره ۱: این آزمون می‌تواند برای سایر موارد مورد نیاز دستگاه‌های دیگر برای اتباع غیرایرانی از جمله دریافت روادید کار، دریافت اقامت، تأسیس دفاتر در ایران و … نیز مورد استفاده قرار می‌گیرد.
تبصره ۲: تنها ملاک پذیرش دانشجویان غیرایرانی تحصیل در دانشگاه‌ها و مراکز علمی کشور، شرکت در آزمون سامفا و کسب حد نصاب آن مدرک قبولی «سامفا» است.

## کارنامه و مدرک سامفا
کارنامه‌ی سامفا را می‌توان با وارد کردن اطلاعاتی همچون شماره‌ی داوطلبی و شماره‌ی گذرنامه از تارنمای سازمان ملّی سنجش و ارزشیابی آموزش کشور بارگیری کرد. مدرک سامفا به نشانی که در هنگام نام‌نویسی اعلام کرده‌اید، ارسال می‌گردد.
سازمان ملّی سنجش و ارزشیابی آموزش کشور ایران گواهی این آزمون را به دو زبان فارسی و انگلیسی صادر می‌کند که دارای اعتبار ۲ ساله است.